# Вездин, Иван Филип
Иван Филип Вездин или Паолин Святого Варфоломея (хорв. Ivan Filip Vezdin, нем. Johann Philipp Wesdin, Paulinus von Heilig Bartholomaus, 25.04.1748 г., Хоф, Австрия — 7.01.1806 г., Рим, Италия) — монах ордена босых кармелитов (OCD), священник, миссионер, востоковед, известен как отец европейской индологии.

## Биография
Иван Филип Вездин родился 25 апреля 1748 года в деревне Кимов (ныне Хоф) в Австрии в семье хорватов Юрия Ведзин (или Весдин) и Елены Брегуник. Родители отправили сына учиться в Сопронье в Бургенланде, откуда он перешёл в Линц, где в очень юном возрасте поступил в монастырь босых кармелитов, принял монашеское облачение и новое имя Паолина Святого Варфоломея.
Затем молодой монах продолжил своё образование в Праге и Риме, где изучал восточные языки. В 1774 году его рукоположили в священника, и как способного к языкам, отправили на миссию в Малабар в Индию. Здесь он через два года был поставлен в генерального викария и назначен апостольским визитатором. Это служение он исполнял до 1789 года. За время своего пребывания в Индии Паолин изучил санскрит и был одним из первых, кто обратил внимание на его сходство с индоевропейскими языками.
Вернувшись в Рим с отчётом о делах миссии, Паолин познакомился с кардиналом Стефаном Борджиа — секретарём Конгрегации Пропаганды Веры, антикваром, учёным и меценатом. Следующие семь лет ученый-монах исполнял обязанности профессора восточных языков при Конгрегации Пропаганды Веры и был личным секретарем кардинала.

## Научная деятельность
По возвращении из Индии Паолин опубликовал несколько работ, связанных с этой страной. Издание этих сочинений профинансировал Стефан Борджиа. Его первая работа была опубликована в 1790 году в Риме и представляла собой учебник по грамматике санскрита (Sidharubam seu Grammatica Samscrdamica).
Позднее он написал ещё одну санскритскую грамматику и словарь. В 1798 году был издан его «Трактат о древности и родстве персидского, индийского и германского языков», написанный под влиянием идей Уильяма Джонса.
Написанная книга о его путешествии в Индию Viaggio alle Indie Orientali была переведена на все главные европейские языки.
В 1798 году из-за давления со стороны Франции Паолин был вынужден переехать в Вену, откуда в 1800 году вернулся обратно в Италию. Его назначили префектом образования при Конгрегации Пропаганды Веры в Риме и это служение он исполнял до самой своей кончины 7 января 1806 года, пережив своего благодетеля всего на два года.

## Труды
- Paolino da San Bartolomeo, Viaggio alle Indie Orientali umiliato alla Santita di N. S. Papa Pio Sesto pontefice massimo da fra Paolino da S. Bartolomeo carmelitano scalzo, Roma, presso Antonio Fulgoni, 1796.
- Paolino da San Bartolomeo, Voyage aux Indes Orientales, par le p. Paulin de S. Barthelemy, missionnaire; traduit de l’italien … avec les observations de Mm. Anquetil du Perron, J. R. Forster et Silvestre de Sacy; et une dissertation de M. Anquetil sur la proprieté, (in lingua francese) A Paris, chez Tourneisen fils, libraire, rue de Seine, n 12, 1808.
- Paulinus a S. Bartholomaeo, Amarasinha. Sectio prima de caelo ex tribus ineditis codicibus indicis manuscriptis curante P. Paulino a S. Bartholomaeo …, (in lingua latina) Romae, apud Antonium Fulgonium, 1798.
- Paulinus von Heilig Bartholomaus, Atlas pour servir au voyage aux Indes orientales. Par le p. Paulin de Saint-Barthelemy, missionaire, (in lingua francese) A Paris, chez Tourneisen fils, 1808.
- Paulinus a S. Bartholomaeo, De basilica S. Pancratii M. Christi disquisitio. Auctore P. Paulino a S. Bartholomaeo, (in lingua latina) Romae, apud Antonium Fulgonium, 1803.
- Paulinus a S. Bartholomaeo, Dissertation on the Sanskrit language, Paulinus a S. Bartholomaeo, (in lingua inglese) a reprint of the original Latin text of 1790, together with an introductory article, a complete English translation, and an index of sources by Ludo Rocher, Amsterdam, J. Benjamin, 1977.
- Paulinus a S. Bartholomaeo, Examen historico criticum codicum indicorum bibliothecae Sacrae Congregationis de propaganda fide, (in lingua latina) Romae, ex typ. S. C. de Propaganda Fide, 1792.
- Paulinus a S. Bartholomaeo, India orientalis christiana continens fundationes ecclesiarum, seriem episcoporum, Auctore P. Paulino a S. Bartholomaeo carmelita discalceato, (in lingua latina) Romae, typis Salomonianis, 1794.
- Paulinus a S. Bartholomaeo, Jornandis vindiciae de Var Hunnorum auctore p. Paulino a S. Bartolomeo carmelita discalceato …, (in lingua latina) Romae, Apud Antonium Fulgonium, 1800.
- Paolino da San Bartolomeo, Monumenti indici del Museo Naniano illustrati dal P. Paolino da S. Bartolomeo, (in lingua latina) In Padova, nella Stamperia del Seminario, 1799.
- Paulinus a S. Bartholomaeo, Mumiographia Musei Obiciani exarata a P. Paulino a S.Bartholomaeo carmelita discalceato, (in lingua latina) Patavii, ex Typographia Seminarii, 1799.
- Paulinus a S. Bartholomaeo, Musei Borgiani Velitris codices manuscripti Avenses Peguani Siamici Malabarici Indostani animadversionibus historico-criticis castigati et illustrati accedunt monumenta inedita, et cosmogonia Indico-Tibetana, auctore p. Paulino a S. Bartholomaeo …, (in lingua latina) Romae, apud Antonium FUgonium, 1793.
- Paulinus a S. Bartholomaeo, Sidharubam seu Grammatica Samscrdamica. Siddarupam. Cui accedit Dissertatio historico-critica in linguam Samscrdamicam vulgo Samscret dictam, in qua huius linguae exsistentia, origo, praestantia, antiquitas, extensio, maternitas ostenditur, libri aliqui ea exarati critice recensentur, & simul aliquae antiquissimae gentilium orationes liturgicae paucis attinguntur, & explicantur auctore Fr. Paulino a S. Bartholomaeo …, (in lingua latina) Romae, ex typographia Sacrae Congregationis de Propaganda Fide, 1790.
- Paulinus a S. Bartholomaeo, Systema Brahmanicum liturgicum mythologicum civile ex monumentis Indicis musei Borgiani Velitris dissertationibus historico-criticis illustravit fr. Paullinus a S. Bartholomaeo carmelita discalceatus Malabariae missionarius Academiae Volscorum Veliternae socius, (in lingua latina) Romae, apud Antonium Fulgonium, 1791.
- Paulinus a S. Bartholomaeo, Vitae synopsis Stephani Borgiae S.R.E. cardinalis amplissimi S. Congr. De Propaganda fide praefecti curante p. Paulino a S. Bartholomaeo carmelita discalceato …, (in lingua latina) Romae, apud Antonium Fulgonium, 1805.
- Paulinus a S. Bartholomaeo, Vyacarana seu Locupletissima Samscrdamicae linguae institutio in usum Fidei praeconum in India Orientali, et virorum litteratorum in Europa adornata a P. Paulino a S. Bartholomaeo Carmelita discalceato, (in lingua latina) Romae, typis S. Congreg. de Propag. Fide, 1804.
- Paulinus a S. Bartholomaeo, Vitae synopsis Stephani Borgiae S.R.E. cardinalis amplissimi S. Congr. De Propaganda fide praefecti curante p. Paulino a S. Bartholomaeo carmelita discalceato. Romae, apud Antonium Fulgonium, 1805.
- Paulinus a S. Bartholomaeo, Notitia topographica, civilis, politica, religiosa missionis Malabaricae ad finem saeculi 18. / auctore r. P. Paulino a S. Bartholomaeo, O. C. D, (in lingua latina) Romae, apud Curiam generalitiam, 1937, Tip. A. Manuzio.